# Ham (Somme)
 Ham  es una población y comuna francesa, en la región de Picardía, departamento de Somme, en el distrito de Péronne y cantón de Ham.

## Historia
Fue ocupada por España entre 1557-1559 y en 1595. Además fue saqueada en 1636, 1641 y 1650 durante la guerra franco-española. 

## Demografía
| 5279 | 5697 | 6074 | 6041 | 5532 | 5398 |
| Para los censos de 1962 a 1999 la población legal corresponde a la población sin duplicidades (Fuente: INSEE [Consultar]) |      |      |      |      |      |